# Acis longifolia
Acis longifolia es una especie de planta bulbosa perteneciente a la familia de las amarilidáceas. Es originaria de la región del Mediterráneo.

## Descripción
Es una planta bulbosa perennifolia que alcanza un tamaño de  10-25 cm de altura. Con un  pequeño bulbo ovoide, las hojas brotan antes que las flores, las flores son estrechas, planas, mucho más largas que el delgado tallo, y completamente de color blanco. El fruto es una pequeña cápsula, subglobosa.

## Distribución y hábitat
Se encuentra en las rocas y laderas áridas de las altas montañas de Córcega. Caso especial de esta isla.

## Taxonomía
Acis longifolia fue descrita por J.Gay ex M.Roem. y publicado en Familiarum Naturalium Regni Vegetabilis Monographicae 4: 25, en el año 1847.
Sinonimia
- Leucojum longifolium (J.Gay ex M.Roem.) Gren.
- Leucojum trichophyllum Rchb.[4]